# RHB Bank

Logo der Bank

Die RHB Bank Berhad ist eine malaysische Bank mit Sitz in Kuala Lumpur und wurde 1994 gegründet. Sie ist eine der größten Banken in Malaysia.
Die RHB Bank verfügt über mehr als 180 Filialen in Malaysia und bietet eine Vielzahl von Bankdienstleistungen für Privatpersonen und Unternehmen an. Die RHB Bank ist eine der wenigen Banken in Malaysia, die islamische Bankdienstleistungen anbietet. Diese Dienstleistungen werden über ihre Tochtergesellschaft, die RHB Islamic Bank Berhad, angeboten. Die RHB Islamic Bank hat ein breites Netzwerk von Filialen und Geldautomaten in Malaysia und bietet eine Reihe von Bankdienstleistungen an, die den Grundsätzen der Scharia entsprechen.
Die RHB Bank ist an der Bursa Malaysia gelistet und hatte im August 2022 eine Marktkapitalisierung von 24,77 Milliarden Malaysische Ringgit.

## Geschichte

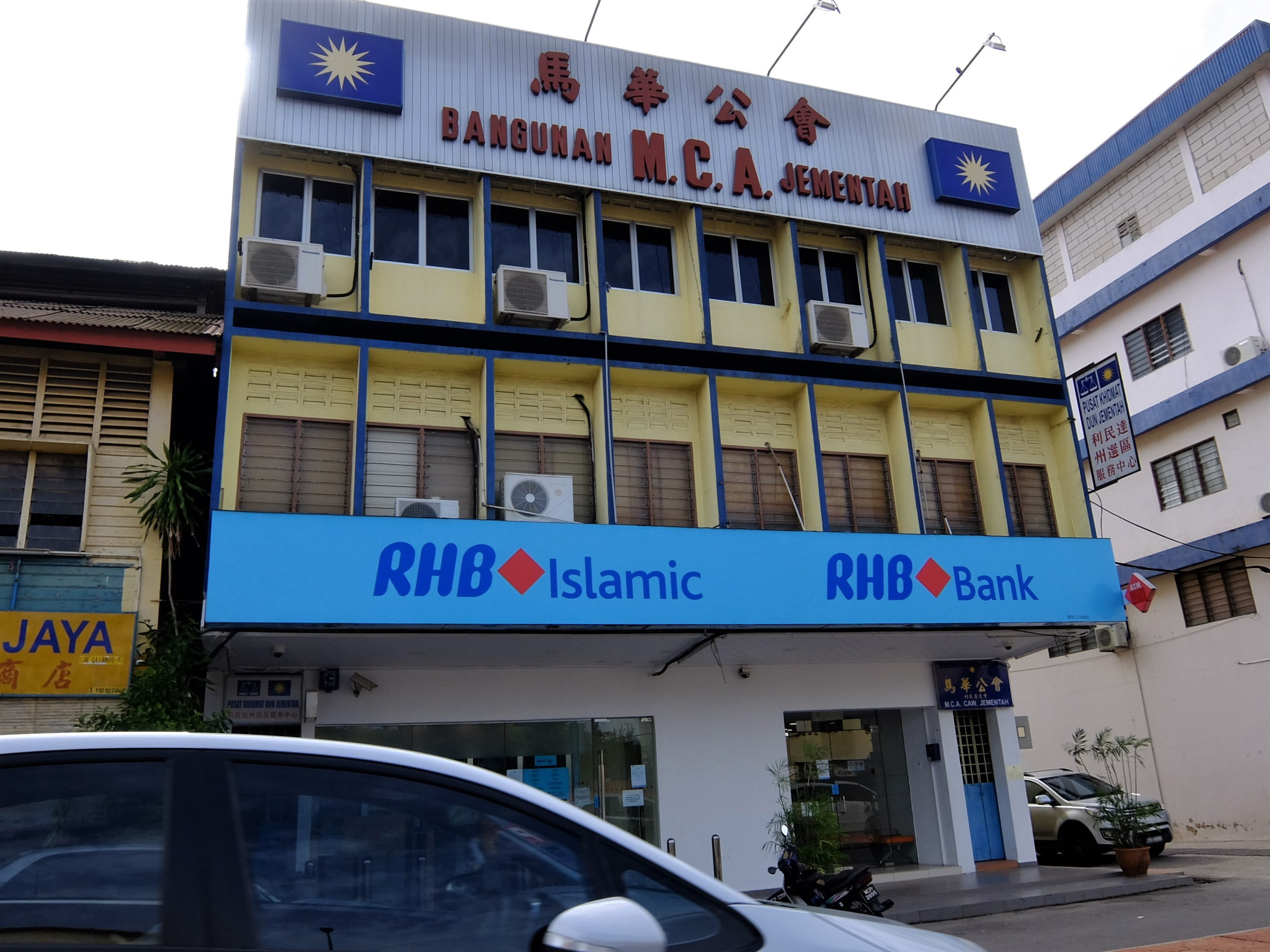
RHB Bank in Jementah, Johor.

RHB Bank Berhad ist eine hundertprozentige Tochtergesellschaft von RHB Capital und das Ergebnis von drei Fusionen – mit Kwong Yik Bank Berhad, Sime Bank Berhad und Bank Utama (Malaysia) Berhad im Jahr 1997, 1999 und 2003. Kwong Yik Bank Berhad wurde 1913 in Kuala Lumpur gegründet und war die erste lokale Bank Malayas. In den 1990er Jahren fusionierte sie mit DCB Bank Berhad zur größten Bankenfusion des Landes. UMBC wurde 1959 gegründet und war die erste kommerzielle Bank in unabhängigen Malaya. 1996 wurde sie Teil von Sime Darby Berhad und in Sime Bank Berhad umbenannt. 1999 fusionierte sie mit RHB Bank und wurde Teil der RHB Banking Group. Bank Utama wurde 1976 gegründet und fusionierte 2003 mit RHB Bank.

## Bankdienstleistungen
Die RHB Banking Group bietet verschiedene Bankdienstleistungen an, einschließlich Retail-Banking, Geschäftsbanking, Gruppentransaktionsbanking (GTB), Corporate and Investment Banking (CIB), islamisches Banking und globales Finanzbanking. Im Retail-Banking bietet RHB Versicherungen, Vermögensverwaltung, Mietkauf, Karten und Kredite an. Das GTB von RHB bietet Cash-Management, Handelsdienstleistungen und FI & Korrespondenzbanking an. CIB bietet Corporate- und Investmentbanking-Dienstleistungen wie Unternehmensfinanzierungsberatung, Vermögensverwaltung und Forschung an. RHB Islamic Banking bietet Bankdienstleistungen auf der Grundlage der Scharia an. Das globale Finanzbanking von RHB deckt Offshore-Geschäfte in verschiedenen Ländern ab. Die Treasury-Funktionen der Bank werden von der Gruppe Treasury verwaltet.